# Estrid Ott
Estrid Ott (14. maj 1900 i København – 19. maj 1967 i Roskilde) var en dansk forfatter og journalist. Undertiden udgav hun sine værker under pseudonymerne Magnus Moen og Peter Vandresen.
Ott fik sin studentereksamen fra Ingrid Jespersens Pigeskole i 1919. I 1920-21 tager Estrid Ott alene ud på en jordomrejse. Det er Berlingske Tidende der sætter rejsen på. Fordi de ønsker at genfinde håbet oven på 1. Verdenskrig. Hun er uddannet journalist fra Vestjyllands Folkeblad. Derefter blev hun udenrigskorrespondent ved Berlingske Tidende og dækkede bl.a. Finlands vinterkrig. I 1922 mødte hun sin senere ægtemand, J. Knox-Seith. Parret var bosat i Finland og senere i USA, men vendte i 1933 tilbage til Danmark. Et år boede familien tillige i Grønland.
Som forfatter debuterede hun sammen med sin mor, forfatteren Olga Ott, i 1923 med romanen Vi tre. Det blev starten på Otts lange forfattervirksomhed, der primært talte børne- og ungdomsbøger. Hun forfattede i 1943 skuespillet De pokkers unger, der blev filmatiseret med stor succes i 1947.
For Chicos lange vandring fik hun i 1958 Kulturministeriets Børnebogspris.